# 有村雅弘
有村雅弘（ありむら まさひろ、1956年1月4日 - ）は、鹿児島県出身の美容師。美容室imaii勤務。血液型O型。

## 略歴
- 1956年 鹿児島県日置郡松元町福山（現在の鹿児島市福山町）にて誕生。
- 1974年   高校卒業後、東京マックス美容高等専門学校に入学
- 1976年   美容室アンアン入社
- 1979年   美容室imaii入社
- 1996年 「5 Steps To 21st Century」を単独講演。
- 1999年 「Japan Hairdressing Awards」ロンドン審査員最優秀賞（フォトジェニック）受賞[1]。
- 2003年 「Japan Hairdressing Awards」の審査員に就任。

## 著書
- 『有村さんの秘策本』(髪書房) 2010年